# Shamit Shome
Pour les articles homonymes, voir Shome.
Shamit Shome, né le 5 septembre 1997 à Edmonton en Alberta, est un footballeur international bangladais. Il joue au poste de milieu de terrain au Cavalry FC.
En 2025, il décide d'opter pour la nationalité sportive bangladaise après avoir porté à deux reprises le maillot Rouge du Canada et être passé par les catégories jeunes.

## Biographie

### Enfance et formations
Shamit Shome est né à Edmonton de parents bangladais,. Ses parents sont originaires de Sylhet,. Il commence à jouer au soccer à l'âge de cinq ans au Southwest United. Il rejoint ensuite le centre de formation du FC Edmonton en 2015, la même année qu'il intègre l'Université de l'Alberta. Ainsi, il joue avec les Golden Bears de l'Alberta au sein du SIC.

### Carrière en club
Le 12 février 2016, il signe un premier contrat professionnel avec la NASL et le FC Edmonton. Malgré son jeune âge, il trouve sa place au sein du groupe albertain, et fait forte impression durant la saison 2016 de la NASL.
Le 4 janvier 2017, la Major League Soccer annonce que Shome accepte un contrat Génération Adidas en vue de la MLS Superdraft de 2017, tandis que le FC Edmonton se voit indemnisé pour ce transfert. Il est finalement repêché par l'Impact de Montréal en 41e position.
À seulement 19 ans, il intègre le groupe montréalais, mais doit attendre le dernier match de la saison pour fouler la pelouse en match officiel face au Revolution de la Nouvelle-Angleterre. Il entre en jeu à la 82e minute en remplacement de l'emblématique capitaine, Patrice Bernier, qui vient de disputer l'ultime match de sa carrière professionnelle.

### Carrière internationale

#### Premiers pas avec le Canada
Le 3 janvier 2020, Shamit Shome est convoqué pour la première fois en équipe du Canada par le sélectionneur national John Herdman, pour des matchs amicaux contre la Barbade et l'Islande.
Le 7 janvier 2020, il honore sa première sélection contre la Barbade. Lors de ce match, Shamit Shome entre à la 57e minute de la rencontre, à la place de Samuel Piette. Le match se solde par une victoire 4-1 des Canadiens.

#### Choix du Bangladesh comme sélection nationale
Le 11 avril 2025, il exprime son désir de jouer pour le Bangladesh. Le 5 mai, il reçoit son 
passeport bangladais. Puis, le lendemain, il a reçu l'autorisation de la FIFA de représenter les Bengal Tigers,.
Le 28 mai 2025, il est convoqué pour la première fois en équipe du Bangladesh par le sélectionneur Javier Cabrera pour affronter le Bhoutan en match amical ainsi que Singapour dans le cadre des éliminatoires de la Coupe d'Asie 2027 (en). Il est l'un des trois joueurs qui n'évoluent pas dans le championnat local. Il arrive à Dacca le 4 juin, pour intégrer le groupe avant le deuxième match. Le 10 juin suivant, il honore sa première sélection en tant que titulaire contre Singapour, lors du troisième tour (en) des éliminatoires de la Coupe d'Asie 2027,. Le match se solde par une défaite 1-2 des Bangladais.

## Statistiques

### Statistiques détaillées
| Saison                | Club                  | Championnat           | Championnat | Championnat | Championnat | Coupe(s) nationale(s) | Coupe(s) nationale(s) | Coupe(s) nationale(s) | Compétition(s) continentale(s) | Compétition(s) continentale(s) | Compétition(s) continentale(s) | Compétition(s) continentale(s) | Séries | Séries | Séries | Total | Total | Total |
| Saison                | Club                  | Division              | M.          | B.          | P.d.        | M.                    | B.                    | P.d.                  | Comp.                          | M.                             | B.                             | P.d.                           | M.     | B.     | P.d.   | M.    | B.    | P.d.  |
| 2016                  | FC Edmonton           | NASL                  | 26          | 0           | 0           | 1                     | 0                     | 0                     | -                              | -                              | -                              | -                              | 1      | 0      | 0      | 28    | 0     | 0     |
| 2017                  | Impact de Montréal    | MLS                   | 1           | 0           | 0           | -                     | -                     | -                     | -                              | -                              | -                              | -                              | -      | -      | -      | 1     | 0     | 0     |
| 2018                  | Impact de Montréal    | MLS                   | 5           | 0           | 0           | 1                     | 0                     | 0                     | -                              | -                              | -                              | -                              | -      | -      | -      | 6     | 0     | 0     |
| 2019                  | Impact de Montréal    | MLS                   | 27          | 1           | 1           | 5                     | 0                     | 0                     | -                              | -                              | -                              | -                              | -      | -      | -      | 32    | 1     | 1     |
| 2020                  | Impact de Montréal    | MLS                   | 12          | 0           | 0           | 0                     | 0                     | 0                     | LCC                            | 1                              | 0                              | 0                              | -      | -      | -      | 13    | 0     | 0     |
| Sous-total            | Sous-total            | Sous-total            | 45          | 1           | 1           | 6                     | 0                     | 0                     | -                              | 1                              | 0                              | 0                              | -      | -      | -      | 52    | 1     | 1     |
| 2021                  | FC Edmonton           | PLCan                 | 27          | 0           | 1           | 1                     | 0                     | 0                     | -                              | -                              | -                              | -                              | -      | -      | -      | 28    | 0     | 1     |
| 2022                  | FC Edmonton           | PLCan                 | 24          | 0           | 1           | 0                     | 0                     | 0                     | -                              | -                              | -                              | -                              | -      | -      | -      | 24    | 0     | 1     |
| Sous-total            | Sous-total            | Sous-total            | 51          | 0           | 2           | 1                     | 0                     | 0                     | -                              | -                              | -                              | -                              | -      | -      | -      | 52    | 0     | 2     |
| 2023                  | Cavalry FC            | PLCan                 | 17          | 0           | 1           | 1                     | 0                     | 0                     | -                              | -                              | -                              | -                              | 3      | 0      | 0      | 21    | 0     | 1     |
| 2024                  | Cavalry FC            | PLCan                 | 28          | 0           | 1           | 1                     | 0                     | 0                     | CCC                            | 2                              | 0                              | 0                              | 2      | 0      | 0      | 33    | 0     | 1     |
| 2025                  | Cavalry FC            | PLCan                 | 8           | 0           | 1           | 2                     | 0                     | 0                     | CCC                            | 2                              | 0                              | 0                              | -      | -      | -      | 12    | 0     | 1     |
| Sous-total            | Sous-total            | Sous-total            | 53          | 0           | 3           | 4                     | 0                     | 0                     | -                              | 4                              | 0                              | 0                              | 5      | 0      | 0      | 66    | 0     | 3     |
| Total sur la carrière | Total sur la carrière | Total sur la carrière | 175         | 1           | 6           | 12                    | 0                     | 0                     | -                              | 5                              | 0                              | 0                              | 6      | 0      | 0      | 198   | 1     | 6     |